# Salsa de arándanos

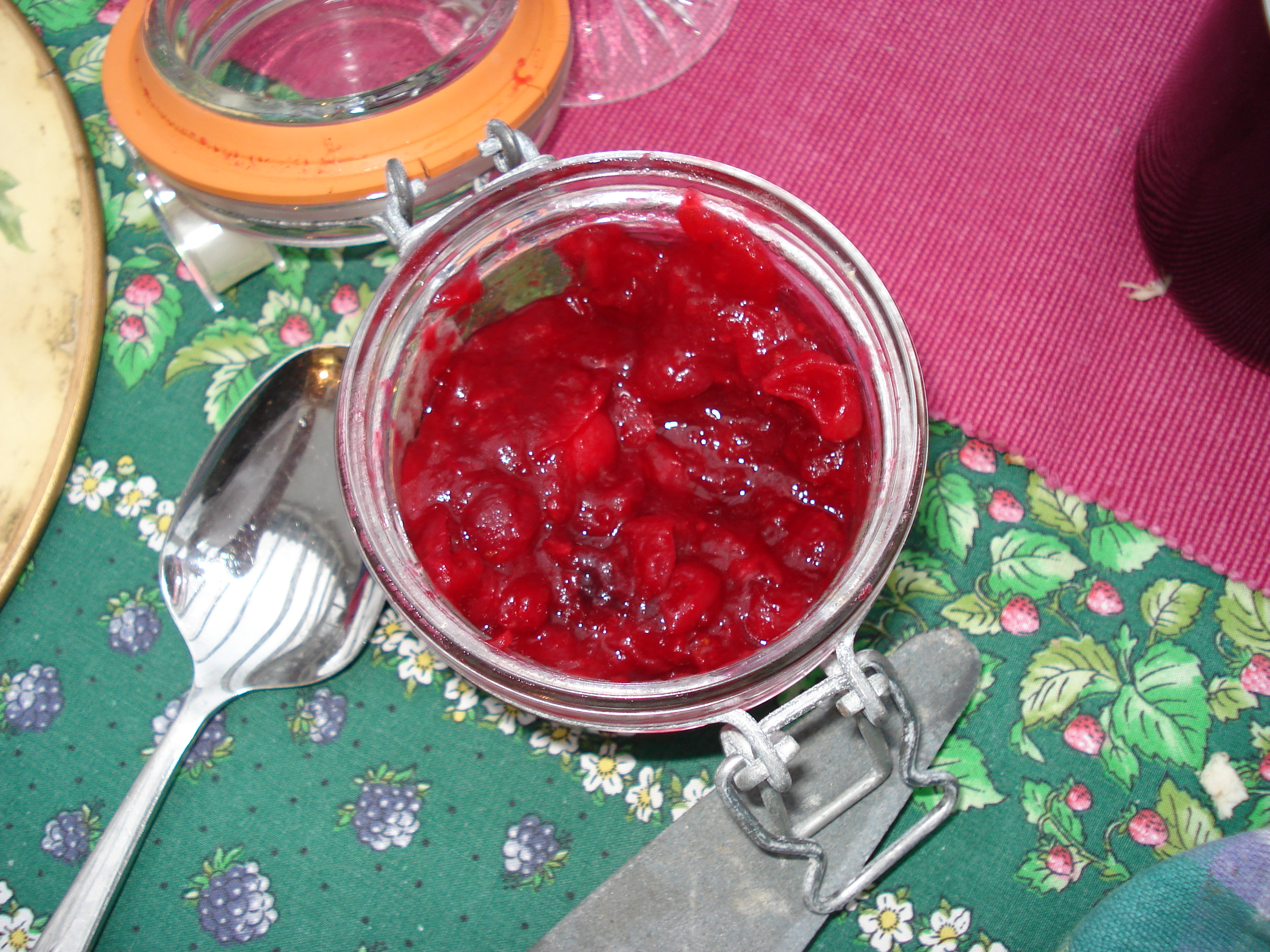
Un frasco de salsa de arándanos.

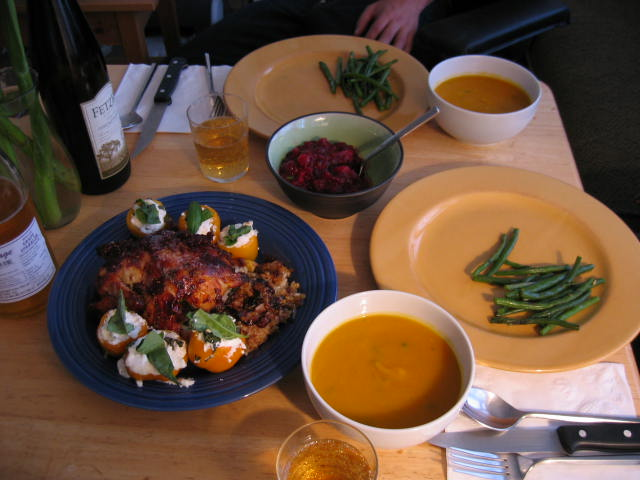
En un plato de carne asada en California puede verse en el centro un cuenco con Cranberry sauce.

La salsa de arándanos (en inglés: Cranberry sauce) es una salsa elaborada con arándano rojo y empleada como condimento de algunos platos. Los ingredientes finales de la salsa dependen del lugar: en Europa no suele incluirse mucho azúcar y suele tener un sabor más ácido, mientras que en Estados Unidos suele dulcificarse, añadiéndole algo de canela.

## Características
La salsa se elabora sencillamente con azúcar, todo ello cocido hasta que toma una textura apropiada. Dependiendo de la zona se suele dar un cierto sabor amargo añadiendo naranja. La salsa de arándanos a veces se condensa hasta llegar a una textura más densa similar a la mermelada, algunas marcas comerciales para vegetarianos suelen tener gelatina.

## Usos
La salsa de arándanos se suele tomar en Estados Unidos en la cena de Acción de Gracias junto con un asado de pavo, así igualmente en la cena de Navidad, se emplea poco en otros contextos fuera de estos. A pesar de denominarse como 'salsa' se puede tomar como un alimento por sí misma sin acompañamiento alguno.

## Trivialidades
El cantante John Lennon repite las palabras Cranberry sauce (en lugar de la más rumoreada versión "I buried Paul") al final de la canción "Strawberry Fields Forever".
- Datos: Q2915430
- Multimedia: Cranberry sauce / Q2915430